# Sanne Wallis de Vries
Pour les articles homonymes, voir Wallis et De Vries.
 (octobre 2018).
Sanne Wallis de Vries (née Sanneke Marjolijn Wallis de Vries le 12 février 1971 à Utrecht) est une actrice et artiste de cabaret néerlandaise.

## Filmographie

### Cinéma
- 2012 : Drôle de prof de Barbara Bredero : Dreus
- 2013 : Soof de Antoinette Beumer : Fanny Roodman[2]
- 2013 : Drôle de Prof 2 : Au camping de  Barbara Bredero : Dreus[3]
- 2014 : Mister Twister on Stage de Barbara Bredero : Dreus[4]
- 2018 : Orange Fever de Pim van Hoeve[5]

### Télévision
- Depuis 2009 : Vrouw & Paard
- 2017-2018 : Mees Kees : Dreus[6]